# Martin Campbell-Kelly
Martin Campbell-Kelly est professeur émérite à l'université de Warwick et spécialisé dans l'histoire de l'informatique.

## Formation
Campell-Kelly étudie à Sunderland Polytechnic où il obtient son doctorat en 1980 avec une thèse intitulée Foundations of computer programming in Britain 1945–1955.

## Travaux
Alors qu'il réalise l'émulation de l'EDSAC en 1996, Campbell-Kelly crée un fichier de la simulation dont le titre est OXO, ce qui constitue la première apparition du nom de OXO.
Il a siégé au comité de rédaction du journal IEEE Annals of the History of Computing (en). Il est membre du comité de la Computer Conservation Society (en), un groupe de spécialistes de la British Computer Society,,,.

## Publications
Campbell-Kelly est l'auteur et édite de nombreux livres et articles de revues sur l'histoire de l'informatique.
- Martin Campbell-Kelly (September 2009). The Origin of Computing, Scientific American.
- Martin Campbell-Kelly et William Aspray (1996). Computer: A History of the Information Machine (en), Basic Books/HarperCollins.  (ISBN 0-465-02989-2).
  - Martin Campbell-Kelly, Une histoire de l'industrie du logiciel, Vuibert informatique, 2003.
- (en) Martin Campbell-Kelly, ICL : A Business and Technical History, Clarendon: Oxford University Press, 1989, 409 p. (ISBN 0-19-853918-5, lire en ligne), p. 409
- (en) Martin Campbell-Kelly, « The User-friendly Typewriter », The Rutherford Journal (en), vol. 1,‎ décembre 2005 (lire en ligne)
- (en) Martin Campbell-Kelly, « David John Wheeler. 9 February 1927 -- 13 December 2004: Elected FRS 1981 », Biographical Memoirs of Fellows of the Royal Society, vol. 52,‎ 2006, p. 437 (DOI 10.1098/rsbm.2006.0030).
- (en) Martin Campbell-Kelly, Mary Croarken, Raymond Flood et Eleanor Robson, The History of Mathematical Tables : From Sumer to Spreadsheets, Oxford University Press, 2003, 137 p. (ISBN 978-0-19-850841-0, DOI 10.1093/ACPROF:OSO/9780198508410.001.0001, présentation en ligne, lire en ligne).
- Martin Campbell-Kelly, « Programming the Pilot ACE », IEEE Annals of the History of Computing, vol. 3, no 2,‎ 1981, p. 133–162
- Martin Campbell-Kelly, From Airline Reservations to Sonic the Hedgehog : A History of the Software Industry, Cambridge, Massachusetts, MIT Press, 2003, p. 57.
  - Martin Campbell-Kelly, Une histoire de l'industrie du logiciel : des réservations aériennes à Sonic le Hérisson, Vuibert, 2003, 368 p. (ISBN 978-2-7117-4818-1).
- (en) Martin Campbell-Kelly, « Pioneer Profiles - Donald Davies », Computer Resurrection, Computer Conservation Society, no 44,‎ 2008 (lire en ligne).
- (en) Martin Campbell-Kelly, « A Tutorial Guide to the EDSAC Simulator », sur University of Warwick, 2001.